# لعبت والا
لُعبَت والا (1930، طهران) هي شاعرة إيرانية،
وداعية من أجل تحرير المرأة والمساواة في الحقوق في إيران. ومنذ أن تم نفيها من إيران في عام 1979 عاشت فالا في لندن، وكانت تعيش في ملبورن في الفترة من 1980 إلى 1984. حيث حصلت هناك على درجة الماجستير في الآداب في الدراسات الشرق أوسطية من جامعة ملبورن وعملت في لندن كصحفية وكاتبة في جريدة كهيان الأسبوعية حتى عام 2006.
وقد نشرت فالا العديد من الدواوين الشعرية باللغة الفارسية.

## وصلات خارجية
- City of Poetry Lovers; In Teheran, Where Verse Is a Passion, The Styles Mingle and Often Clash (The New York Times) (subscription required)